# Napuka (Gemeinde)
Napuka ist eine Gemeinde im Tuamotu-Archipel in Französisch-Polynesien.
Die Gemeinde besteht aus einem Atoll und einer Insel. Sie ist in 2 „Communes associées“ (Teilgemeinden) untergliedert. Der Hauptort der Gemeinde ist Napuka. Der Code INSEE der Gemeinde ist 98730.
Diese beiden Inseln werden auch Îles du Désappointement genannt.

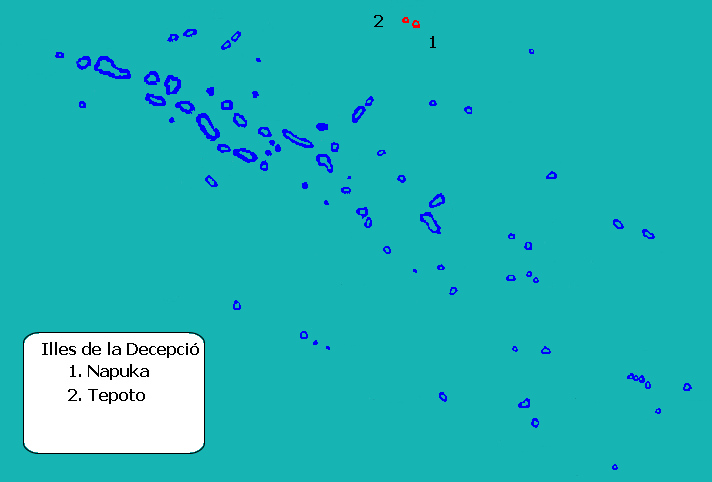
Position der Gemeinde Napuka

| Atoll oder Insel | Hauptort     | Einwohner 2022 | Landfläche (km2) | Lagune (km2) | Post- leitzahl | Koordinaten           |
| ---------------- | ------------ | -------------- | ---------------- | ------------ | -------------- | --------------------- |
| Napuka1          | Tepukamaruia | 255            | 8                | 18           | 98772          | 14° 10′ S, 141° 14′ W |
| Tepoto Nord1     | Tehekega     | 52             | 2                | –            | 98791          | 14° 08′ S, 141° 24′ W |
| Gemeinde Napuka  | Tepukamaruia | 307            | 10               | 18           |                |                       |

1 „Commune associée“ (Teilgemeinde)